# Cairbre Nia Fer
Cairbre Nia Fer, dans la mythologie celtique irlandaise, est un roi de Tara qui apparaît dans des textes du Cycle d'Ulster. Sa femme (infidèle) est Fedelm Noíchrothach, fille du roi d’Ulster Conchobar Mac Nessa. Il a un fils Erc et une fille Achall.
Cairbre est tué par Cúchulainn lors de la bataille de Ros na Ríg. Son fils Erc s’enrôle dans la coalition de la reine Medb, lors de l’invasion de l’Ulster dans la rafle des vaches de Cooley (Táin Bó Cúailnge), dans le but de tuer le meurtrier de son père. La vengeance accomplie, il est lui-même tué par Conall Cernach qui ramène sa tête à Tara. Achall se suicide ou, selon certaines sources, meurt de chagrin à la mort de son frère.

## Source
- Anonyme, La Rafle des vaches de Cooley, récit celtique, traduit de l’irlandais, présenté et annoté par Alain Daniel, Éditions L’Harmattan, Paris, 1997,  (ISBN 2-7384-5250-7).